# Лебідка тягово-запобіжна
Лебідка тягово-запобіжна (рос. лебёдка тягово-предохранительная, англ. hauling [pull] safety winch, нім. Zugsicherheitshaspel m) — лебідка, призначена для переміщення і утримання очисних комбайнів, працюючих при виїмці пластів з кутами падіння 35 — 90°.

## Опис
Наприклад, серійна лебідка типу 1ЛГКНМ2 виробництва ЗАТ «Горлівський машинобудівник», складається з взаємодіючих між собою робочого і запобіжного контуру. Кожний контур включає привод барабана, власне барабан як приводний елемент рушія і гнучкий тяговий орган у вигляді каната (робочого або запобіжного). Робочий контур забезпечує робочі переміщення очисної машини зі швидкостями подачі, що задаються дискретно. Запобіжний контур спільно з відповідними запобіжними елементами в приводі робочого барабана забезпечують утримання комбайна, в тому числі на запобіжному канаті при обриві робочого, виключення напуску канатів, автоматичну синхронізацію швидкостей руху запобіжного клапана і очисної машини, постійність заданого натягу запобіжного клапана, захист силових вузлів лебідки від перевантажень.